# 丘索瓦亚河 (萨哈林州)
丘索瓦亚河（俄语：Река Чусовая）是萨哈林州的河流，长15公里，流域面积34.4平方公里，在距河口32公里处注入大塔科伊河。

## 引用
1. ↑  М·Г·瓦西科夫斯基. . 列宁格勒: 气象出版社. 1973 （俄语）.
2. ↑  . 国家水登记处.   [2024-08-24]. （原始内容存档于2024-08-24） （俄语）.